# Berislav Miloš
Berislav Miloš (Uskoplje, 15. travnja 1976.), bivši bosanskohercegovački nogometaš.

## Karijera
U karijeri je nastupao za HNK Sloga Uskoplje, NK Široki Brijeg, NK Jedinstvo Bihać i HŠK Zrinjski Mostar. Igrajući za Slogu u Prvoj ligi Herceg-Bosne u sezoni 1997./98. bio je drugi strijelac lige s 25 pogodaka. On je prvi strijelac za HŠK Zrinjski u nekom europskom natjecanju tj. u Intertoto kupu 2000. godine. Bio je dvostruki strijelac u prvom susretu između Zrinjskog i Veleža (2:2) nakon 1938. godine odigranom 1. ožujka 2000. u Sarajevu. Karijeru je završio u Slogi.
Igrao je na poziciji napadača.